# Aaron Messiah
Pour les articles homonymes, voir Messiah (homonymie).
Aaron  Messiah, né le 15 avril 1858 à Nice (alors province de Nice du royaume de Sardaigne) et mort le 28 août 1940 à Nice (Alpes-Maritimes, France), est un architecte français.

## Biographie
Dès 1884, il s’établit comme architecte dans sa ville natale. À la fin du XIXe siècle, selon les plans de Hans-Georg Tersling, il construit la villa Masséna dans un parc bordant la Promenade des Anglais.
En habile diplomate, il se rapproche de l’aristocratie hivernante, précisément du roi Léopold II de Belgique auquel il bâtit sa villa « Léopolda » à Villefranche-sur-Mer.
Au cours de sa carrière et suivant les tendances de la mode du moment, il utilise une grande diversité stylistique : Renaissance italienne au cap Ferrat (villa du roi des Belges et villa Ephrussi de Rothschild), néo-classicisme Louis XV à Nice (villa La Victorine), néo-Louis XVI à Beaulieu-sur-mer (villa Gordon Bennet).
En 1910, son fils Gaston devient son collaborateur.
À partir de 1920, les architectes, « père et fils », vont se tourner vers un style plus épuré en créant des édifices et des décorations Art déco comme l'intérieur du Casino municipal de Nice (aujourd'hui détruit).
En 1920, il est nommé chevalier de la Légion d'honneur.
Il réalise aussi, en collaboration, plusieurs immeubles dans le centre-ville niçois parmi lesquels, Les Palmiers au 9, rue Frédéric Passy en 1928, et le Palais Alphonse Karr à l’angle de la rue Rossini en 1936.